# Khloé Kardashian
Khloé Alexandra Kardashian (Los Angeles, Kalifornia, 1984. június 27. –) örmény származású amerikai valóságshow-sztár, médiaszemélyiség. Kim Kardashian, Kourtney Kardashian, és Rob Kardashian húga, Kylie Jenner és Kendall Jenner féltestvére.

## Élete

### Származása
Khloé Los Angeles-ben született Kris Jenner és Robert Kardashian harmadik gyermekeként. Két idősebb nővére van: Kourtney Kardashian és Kim Kardashian, és egy öccse: Rob Kardashian. Anyja 1991-ben elvált apjától, és még ebben az évben hozzáment Caitlyn Jenner-hez (akkor még Bruce volt a neve). Mostohaapja révén négy mostohatestvére van: Burton "Burt" Jenner, Brandon Jenner, Cassandra "Casey" Jenner és Brody Jenner. Anyja oldaláról van két féltestvére: Kendall Jenner és Kylie Jenner. 2001-ben meghalt az apja nyelőcsőrákban.

### Magánélete
Baleset, migrén
Khloé Kardashian 2001-ben súlyos autóbalesetet szenvedett, mely hosszú távú memóriavesztést okozott nála.[forrás?]
Nagyon erős migrénje 12 éves kora óta gyötri, felnőttként a Nurtec ODT migrén elleni gyógyszer szóvívője lett.
Kapcsolatai
Khloé 2009 szeptemberében feleségül ment a kosárlabdajátékos Lamar Odomhoz, ezután Khloé elhagyta középső nevét (Alexandra), felvette férje nevét és a Khloé Kardashian Odom nevet használta. 2013 decemberében Khloé beadta a válópert. 2015 októberében Lamar Odom kórházba került, amikor eszméletlenül találták meg egy nevadai bordélyban, négy napig kómában volt. Amikor felébredt, Khloé visszavonta a válási kérelmet. A People Magazin-nak tett nyilatkozatában elmondta, hogy nem békültek ki, csak visszavonta a válási kérelmet, hogy döntéseket tudjon hozni Lamar nevében. A válást végül 2016 decemberében mondták ki.
Miután Khloé elvált Lamar Odomtól, egy másik kosárlabdázóval, Tristan Thompsonnal létesített viszonyt. 2018. április 16-án megszületett egyetlen közös gyermekük, True Thompson, de Kardashian és Thompson már a terhesség alatt szakítottak, miután kiderült, hogy Tristan Thompson Kylie Jenner legjobb barátnőjével, Jordyn Woods-szal csalta meg Khloé-t.[forrás?]

## Főbb filmszepei
| Év            | Film/TV-műsor                        | Szerep     | Megjegyzés               |
| ------------- | ------------------------------------ | ---------- | ------------------------ |
| 2022-jelenleg | The Kardashians                      | saját maga | valóságshow (3 epizód)   |
| 2017-2019     | Revenge Body With Khloe Kardashian   | saját maga | valóságshow (25 epizód)  |
| 2014-2015     | Kourtney and Khloe Take the Hamptons | saját maga | valóságshow (10 epizód)  |
| 2014          | Royal Pains                          |            | comedy                   |
| 2013          | Real Husbands of Hollywood           |            | comedy                   |
| 2011-2012     | Khloe & Lamar                        | saját maga | valóságshow (20 epizód)  |
| 2011          | Law & Order: Los Angeles             |            | dráma                    |
| 2009-2010     | Kourtney and Khloe Take Miami        | saját maga | valóságshow (18 epizód)  |
| 2007–2021     | Keeping up with the Kardashians      | saját maga | valóságshow (280 epizód) |

## További információ
- Khloé Kardashian a Facebookon
- Khloé Kardashian a PORT.hu-n (magyarul)
- Khloé Kardashian az Internet Movie Database-ben (angolul)
- Khloé Kardashian a Rotten Tomatoeson (angolul)